# Таисија Повалиј
Таисија Миколајевна Повалиј (укр. Таїсія Миколаївна Повалій, рус. Таисия Николаевна Повалий, рођена Гирјавец (укр. Гірявец, рус. Гирявец); Шамрајевка, 10. децембар 1964) украјинска и руска је певачица и глумица. Од 2012. до 2014. године народни депутат Украјине.

## Биографија
Певачку каријеру започела је 1985. 1993. године освојила је Гран при на Славјанском базару у Витебску, Белорусија.
1995. године издала је свој први албум. Следеће године добила је почасно звање заслужене уметнице Украјине. 1997. добила је титулу народне уметнице Украјине. 1998. награђена је орденом Светог Николаја Чудотворца (међународни).
Од 2015. године престала је да се појављује у Украјини због политичке ситуације у земљи. Након почетка руске инвазије на Украјину 2022. године, Повалиј није први пут говорила о рату. 9. маја је изступила у Москви на концерту посвећеном Дану победе. Од октобра је под санкцијама Украјине, такође је лишена свих државних награда. У јануару 2023. је јавно дала подршку политици Владимира Путина. Од 2022. године живи у Москви.

## Дискографија

### Студијски албуми
- 1995 —
- 1997 —
- 1999 —
- 2000 —
- 2002 — Одна-Єдина (са Јосифом Кобзоном)
- 2002 —
- 2003 —
- 2003 —
- 2004 —
- 2007 —
- 2010 —
- 2018 —
- 2020 —
- 2021 —

### Концертни албуми
- 2021 —

### Компилације
- 2001 —
- 2002 —
- 2003 —
- 2008 —
- 2012 —
- 2012 — Две звезды (са Александаром Маршалом)
- 2020 —

### ЕПови
- 2004 — Отпусти меня (са Николајем Басковим)